# Ficedula subrubra
El papamoscas de Cachemira (Ficedula subrubra) es una especie de ave paseriforme de la familia Muscicapidae endémica del Himalaya occidental, el sur de la India y Sri Lanka. Anteriormente era considerada una subespecie del papamoscas papirrojo (Ficedula parva).
Ésta es una especie insectívora que se reproduce en el noroeste del Himalaya, en el área de Cachemira de Pakistán y de India. Es migratoria e inverna en las elevaciones del centro de Sri Lanka y de los Ghats Occidentales de la India.
El papamoscas de Cachemira cría en bosques caducifolios con densos sotobosques, anida en un hueco de árbol y pone 3-5 huevos que son incubados por la hembra. Inverna en jardines, plantaciones de té, bordes de bosques, y áreas abiertas dentro de los bosques, generalmente a altitudes de 750 m sobre el nivel del mar.
La mayoría de los individuos abandonan los territorios de cría en septiembre, llegando a Sri Lanka en octubre y parten nuevamente a finales de marzo. Uno de los mejores lugares para ver esta rara especie es el Parque Victoria en Nuwara Eliya.
Esta especie mide unos 13 cm de largo. Es similar en forma al ligeramente menor papamoscas papirrojo. El macho tiene la espalda de color castaño grisáceo con la garganta, el pecho y los flancos rojo-anaranjados, bordeados con negro en la garganta y el pecho. Las hembras y los jóvenes en el primer invierno tienen las partes dorsales ligeramente más castañas, lo rojo de las inferiores pueden reducirse a solo un tono rosáceo.
El macho de la especie similar del papamoscas de la Taiga, Ficedula albicilla, tiene el área naranja-rojiza limitada a la garganta y la parte superior del pecho, y carece del bordes negro.
El canto es un suiit-iit suiit-ii-did-ji corto y melódico y el llamado es un chak agudo.
Esta especie es vulnerable de extinción, tanto con población y área de cría decrecientes, la que está además severamente fragmentada como resultado de la destrucción de los bosques caducos mixtos templados para la extracción comercial de madera, la agricultura y el pastoreo de ganado. Se cree que la población suma entre 2.500 y 10.000 individuos.